# Pablo Moreno
Pablo Moreno Taboada (Granada, España, 3 de mayo de 2002) es un futbolista español. Juega como delantero y su equipo es el C. A. Osasuna "B" de la Primera Federación de España.

## Trayectoria
El 27 de julio de 2018 fichó por la Juventus F. C. proveniente de las categorías inferiores del F. C. Barcelona, donde anotó más de 200 goles en sus cinco años como canterano del equipo catalán.
Debutó en la Serie C el 18 de noviembre de 2018 con la Juventus sub-23 contra el U. S. Pontedera. Estuvo en el banquillo con el primer equipo de la Juve el 17 de marzo de 2019 en el encuentro ante el Genoa C. F. C. de la Serie A.
El 29 de junio de 2020 fue intercambiado al Manchester City F. C. por Félix Correia y en septiembre se incorporó como cedido a las filas del Girona F. C. para disputar la temporada 2020-21. El 31 de agosto de 2021 regresó a este equipo en una nueva cesión.
Después de esos dos años en tierras gerundenses, el 31 de julio de 2022 fue vendido al C. S. Marítimo portugués. Disputó 22 encuentros y en agosto de 2023 llegó a un acuerdo para rescindir su contrato y regresar al fútbol español con el F. C. Andorra. En el conjunto andorrano disputó diez partidos en la Segunda División de España 2023-24.
El 27 de julio de 2024 fichó por el C. A. Osasuna para jugar con su filial. Firmó hasta junio de 2025 pero con la opción de renovar dos años más.

## Selección nacional
Es internacional en categorías inferiores con la selección de España desde la categoría sub-16.

## Estadísticas
Actualizado al último partido disputado el 2 de febrero de 2025.
| Club                           | Div.          | Temporada     | Liga  | Liga  | Copas nacionales | Copas nacionales | Copas internacionales | Copas internacionales | Total | Total |
| Club                           | Div.          | Temporada     | Part. | Goles | Part.            | Goles            | Part.                 | Goles                 | Part. | Goles |
| ------------------------------ | ------------- | ------------- | ----- | ----- | ---------------- | ---------------- | --------------------- | --------------------- | ----- | ----- |
| Juventus F. C. sub-23 · Italia | 3.ª           | 2018-19       | 1     | 0     | —                | —                | —                     | —                     | 1     | 0     |
| Juventus F. C. sub-23 · Italia | Total club    | Total club    | 1     | 0     | 0                | 0                | 0                     | 0                     | 1     | 0     |
| Girona F. C. · España          | 2.ª           | 2020-21       | 27    | 2     | 2                | 0                | —                     | —                     | 29    | 2     |
| Girona F. C. · España          | 2.ª           | 2021-22       | 17    | 1     | 1                | 0                | —                     | —                     | 18    | 1     |
| Girona F. C. · España          | Total club    | Total club    | 44    | 3     | 3                | 0                | 0                     | 0                     | 47    | 3     |
| C. S. Marítimo Portugal        | 1.ª           | 2022-23       | 19    | 0     | 3                | 0                | —                     | —                     | 22    | 0     |
| C. S. Marítimo Portugal        | Total club    | Total club    | 19    | 0     | 3                | 0                | 0                     | 0                     | 22    | 0     |
| F. C. Andorra · Andorra        | 2.ª           | 2023-24       | 10    | 0     | 1                | 0                | —                     | —                     | 11    | 0     |
| F. C. Andorra · Andorra        | Total club    | Total club    | 10    | 0     | 1                | 0                | 0                     | 0                     | 11    | 0     |
| C. A. Osasuna "B" · España     | 1.ª F         | 2024-25       | 12    | 1     | —                | —                | —                     | —                     | 12    | 1     |
| C. A. Osasuna "B" · España     | Total club    | Total club    | 12    | 1     | 0                | 0                | 0                     | 0                     | 12    | 1     |
| Total carrera                  | Total carrera | Total carrera | 86    | 4     | 7                | 0                | 0                     | 0                     | 93    | 4     |